# Félix Gouin
Félix Gouin (4. října 1884, Peypin – 25. října 1977, Nice) byl francouzský politik, představitel strany Section française de l'Internationale ouvrière (předchůdkyně dnešní Socialistické strany). Od 26. ledna do 24. června 1946 byl francouzským premiérem, když vedl prozatímní vládu. V té době zároveň tato funkce představovala hlavu státu, neboť prezident byl zvolen až roku 1947.

## Životopis
Původně byl právníkem v Marseille. V roce 1924 byl prvně zvolen poslancem za socialisty. V roce 1940 byl jedním z 80 poslanců, kteří hlasovali proti rozšíření pravomocí maršála Pétaina. Poté odešel do exilu, kde předsedal exilovému poradnímu Národnímu shromáždění, jež sídlilo v Alžíru. Během války byl rovněž spoluzakladatelem socialistické odbojové sítě Brutus. Mezi 8. listopadem 1945 a 22. lednem 1946 byl předsedou Ustavujícího Národního shromáždění. Poté zasedl v prozatímní vládě, mj. na pozici ministra plánování. Premiérem byl zvolen po nečekané rezignaci Charlese de Gaulla (od níž de Gaulle zřejmě očekával vlnu veřejné podpory, která se nedostavila). Jako premiér Gouin prosadil řadu sociálních opatření (povinné sociální pojištění, důchodový systém, čtyřicetihodinový pracovní týden, proplácení přesčasů) a znárodnil rozsáhlé úseky francouzského hospodářství (energetika, těžký průmysl, banky). Za jeho vlády Francie také udělila nezávislost některým svým koloniím: Réunionu, Guyaně, Martiniku a Guadeloupu.